# IC 1946
IC 1946 — галактика типу SB0-a (компактна витягнута галактика) у сузір'ї Годинник.
Цей об'єкт міститься в оригінальній редакції індексного каталогу.